# محسن بن عثمان الهزاني
محسن بن عثمان الهزاني (1145هـ-1240هـ)، أمير وشاعر عربي نجدي وأحد أشهر أعلام الشعر النبطي في الجزيرة العربية، ينحدر من قبيلة الهزازنة من قبيلة عنزة أمراء الحريق في نجد الجنوبية. تولى إمارة الحريق فترة من الزمن ثم اعتزل الامارة.
لقب بأمير الشعر الغزلي فقد أدخل الأوزان المسماة بالسامري ذات القافيتين. ويعدُّ مجدّدًا ومحْدثًا في الشعر الشعبي، لإدخاله بعض أوزان الشعر، من أشهر قصائده الاستغاثة.

## نسبه
«محسن (عبد المحسن) بن عثمان بن رشيد بن مسعود الهزاني، من أسرة الهزازنة التي تنتسب إلى رشيد بن مسعود بن سعد الهزاني الوائلي نسبة إلى وائل بن هزان بن صباح بن عتيك بن أسلم بن يذكر بن عنزة بن أسد بن ربيعة بن نزار بن معد بن عدنان».

## شهرته
نال الشاعر الهزاني شهرة كبيرة في شبه الجزيرة العربية والخليج العربي؛ وذلك لقوة شاعريته وموهبته الشعرية الفذة، حيث تميزت قصائده بدقة الوصف وقوة المعنى وصدق العاطفة مما جعله يبرز في شعر الغزل.

### قالوا عنه
قال طلال السعيد: «الشاعر محسن هو شاعر الغزل الكبير اشتهر شعره بين الناس وأصبح شعره مضرباً للمثل في كل زمان ومكان حتى قيل: (لو كنت الهزاني) لكل من أولع بالغرام أو اشتهر بالغزل».
قال الجهيمان: «محسن الهزاني شاعر غزل من عائلة لها مكانة ويسار ولذلك ولذلك فإن معظم شعره في الغزل والإخوانيات...»
قال عبدالله بن خميس: «كان محسن شاعراً مجيدًا إلى أقصى درجات الإجادة، ولم أرً من شعراء النبط -قبله ولا بعده- من تقدمه، خصوصاً في الغزل والوصف فلقد أبدع أيما إبداع وجاء بصور وابتكارات، في منتهى الروعة والجمال».

### من أشعاره
ومن أهم قصائده التي تشتمل على الجناس اللفظي".
وله العديد من القصائد الدينية التي قالها في نهاية حياته، منها
| غنـى النفـس معـروف بتـرك المطـامـع |  | ولـيس لـمن لا يـجـمـع الله جـامـع |
| فهل تُدفع البلوى وهل يُمنع القضـاء   |  | فـمـا لـلــذي يـأتـي من الله دافع |
| أكفـكـف دمـعًـا آلم الـكـف كـفـها   |  | لهـا بيـن ملقـى صحـن خـدي تتابـع  |
| بهـا هـام قلـبـي واستمـالت صبابـتي |  | وغصن الرجاء مني لـه اليـأس هـازع  |
| فـلـمـا أحق الـعــرف مـنى مـنازلاً  |  | أشارت بتسلـيـمـي إليـها الأصـابع  |

وله قصيدة أخرى يقول فيها
وقال في أخرى
| وأحذرك عن درب الردى لا تبى الردى |  | فتصبح طريح بين واش وشافع |

## استغاثة الهزاني
عندما انقطع المطر عن مدينة الحريق خلال ثلاث سنوات، بدأت الحيوانات تموت، وقل الرزق، فصلى الناس صلاة الاستسقاء، ولم يكن من ضمنهم محسن، وظل المطر محبوسًا فتحير الناس. أصبح الناس ذات وجوه مشحوبة، وظلّ محسن الهزاني يفكر لماذا لم يستجب الله للناس، فنادى مشايخ القرية، ومر على حلقة تحفيظ قرآن فأخذ بعض طلبة الحلقة، كما تبعه جمع من الرجال والنساء، وذهب إلى الصحراء، وقال لهم: سأدعو الله وأنتم أمّنوا بذلك، وكانت القصيدة جاهزة عنده، فأنشد قصيدة عصماء في التوسل بأسماء الله وصفاته. فأسقى الله الأرض وأعشبت بعد سنوات من الجفاف. ومطلع هذه القصيدة:
دع لذيذ الكرى وانتبه ثم صلْ
واستقم في الدجى وابتهل ثم قلْ
يا مجيب الدعا يا عظيم الجلال
يا لطيفٌ بنا دائمٌ لم يزلْ
واحدٌ ماجدٌ قابضٌ باسطٌ
حاكمٌ عادلٌ كل ما شا فعلْ
ظاهرٌ باطنٌ خافضٌ رافعٌ
سامعٌ عالمٌ ما بحكمه ميَلْ
أولٌ آخرٌ ليس له منتهى
جل ما له شريكٍ ولا له مثلْ
بعد لطفك بنا ربنا افعل بنا
كل ما أنت له يا إلهي أهلْ
يا مجيب الدعا يا متمَّ الرجا
أسألك بالذي يا إلهي نزلْ
به على المصطفى مع شديد القوى
وأسألك بالذي دك صلب الجبلْ
الغنى والرضا والهدى والتقى
والعفو والعفو ثم حسن العملْ
وأسألك غاديا ماديا كلما
لجّ فيها الرعد حل فينا الوجلْ
وادقا صادقا غادقا ضاحكا
باكيا كلما هلّ مزنه هطلْ
المحثّ المرثّ المحنّ المرنّ
هاميا ساميا آنيا متصلْ

## مسلسل محسن الهزاني
اعتزمت قناة أم بي سي (MBC) إنتاج مسلسل تلفزيوني عن حياة الشاعر محسن الهزاني، إلا أن عائلة الشاعر ذكرت بأنه لم يتم الحصول على موافقة العائلة لإنتاج هذا العمل، حيث ذكر زيد الهزاني (ابن أخ الشاعر) باسمه وباسم أبناء عمومته، تحفظهم على هذا العمل، كما ذكر أن تراث الشاعر محسن الهزاني وأشعاره وقصصه، ملكٌ للعائلة، ولا يحق لأي جهةٍ أو شخصٍ أن يتناول سيرته.

## عميد شعراء الغزل
اشتُهر الشاعر الهزاني بقصائد الغزل، حيث أطلق عليه محمد سعيد كمال في ديوان "الأزهار النادية في أشعار البادية"، لقب "عميد شعراء الغزل"، خصوصًا في قوله:

| لا حزن يعقوبٍ ولا صبر أيوب     |
| حزني ولا صبري على تلع الارقاب |

ويستطيع المُطّلع على شعره أن يجد تفنن الهزاني في وصف النساء الحسناوات، ولعل أجمل ما قاله:

| الثنايا، والعواتق، والخدود  |
| صافياتٍ، ناعماتٍ، زاهيات      |
| والجدائل، والنواهد، والحجول |
| سابحاتٍ، قاعداتٍ، حايرات      |
| والردايف، والخواصر، والبطون |
| زامياتٍ، ضامراتٍ، هافيات      |

فقد أكثر من استخدامه التضاد، وهو ما يؤكد تمكن الشاعر.

## وفاته
توفي في بلدته الحريق عام 1240هـ، وكان في الخامسة والتسعين من عمره.

## انظر ايضاً
- محمد بن لعبون